# Lucie Kalinová

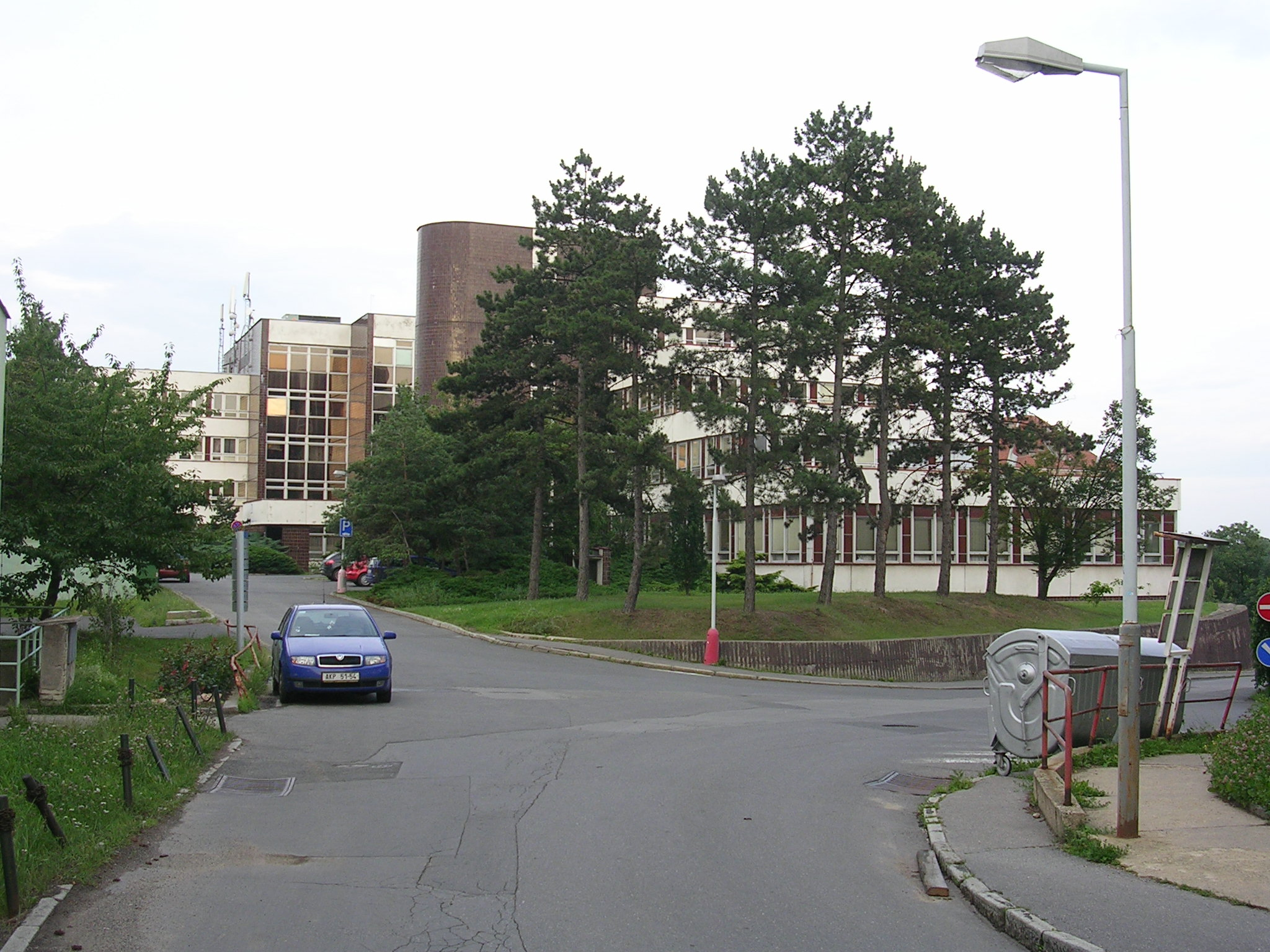
Nemocnice Na Bulovce - Pavilon 15 (Klinika plastické chirurgie)

Lucie Kalinová (* 25. dubna 1983 Frýdek-Místek) je česká chiruržka a podnikatelka, která od roku 2019 působí jako ředitelka soukromé kliniky Brandeis Clinic by Lucie Kalinová. Mezi lety 2012 až 2019 působila v Nemocnici Na Bulovce na oddělení plastické chirurgie. Od roku 2018 do roku 2019 poté celou kliniku vedla z pozice primářky.

## Vzdělání
Kalinová studovala na Lékařské fakultě Univerzity Palackého v Olomouci, kde v roce 2007 vystudovala obor Všeobecné lékařství. V roce 2010 zakončila své studium ziskem titulu MUDr. v oboru chirurg. Zároveň ve stejném roce získala titul Ph.D. za obhajobu disertační práce "Analýza transplantačního registru Fakultní nemocnice Olomouc z hlediska výskytu zhoubných nádorových onemocnění po transplantaci ledviny a evaluace rizikových faktorů jejich vzniku".

## Lékařská kariéra
Po vystudování oboru Všeobecné lékařství Kalinová nastoupila do Fakultní nemocnice Olomouc na II. Chirurgickou kliniku, kde coby chiruržka působila do roku 2010. V roce 2009 zároveň nastoupila v rámci Fakultní nemocnice Olomouc na Oddělení plastické a estetické chirurgie, které opustila roku 2012.
Roku 2012 začala pracovat v Nemocnici Na Bulovce na Oddělení plastické chirurgie, kde byla po šesti letech práce jmenována primářkou celé kliniky. Kalinová zároveň působila coby odborná asistentka 1. Lékařské fakulty Univerzity Karlovy v Praze, kde přednášela studentům o plastické chirurgii.
Kalinová od roku 2014 působí i v soukromém sektoru. Během let získala privátní praxi v oblasti estetické plastické chirurgie a estetické dermatologie. I díky tomu se v roce 2019 stala ředitelkou a zároveň vedoucí lékařkou a primářkou Oddělení plastické chirurgie v pražské Brandeis Clinic by Lucie Kalinová.

## Přednášková a publikační činnost
Doktorka Kalinová je autorkou nebo spoluautorkou více než 20 odborných publikací mezi které patří například Základy plastické chirurgie.
Mimo to přednáší studentům 1. Lékařské fakulty Univerzity Karlovy  a je autorkou více než 20 kongresových sdělení.
V letech 2017 a 2018 byla z pozice národního trenéra aplikace injekčních materiálů hlavním českým speakerem na sympóziích MD Codes.